# Пільчиця (Конецький повіт)
Пільчиця (пол. Pilczyca) — село в Польщі, у гміні Слупія Конецька Конецького повіту Свентокшиського воєводства.
Населення — 289 осіб (2011).
У 1975-1998 роках село належало до Келецького воєводства.

## Демографія
Демографічна структура на день 31 березня 2011 року:
|          | Загалом | Допрацездатний вік | Працездатний вік | Постпрацездатний вік |
| -------- | ------- | ------------------ | ---------------- | -------------------- |
| Чоловіки | 154     | 24                 | 104              | 26                   |
| Жінки    | 135     | 24                 | 68               | 43                   |
| Разом    | 289     | 48                 | 172              | 69                   |